# Směr času
Směr času je sbírka povídek britského spisovatele science fiction Arthura Charlese Clarka.
Byla publikována v roce 2002 nakladatelstvím Polaris. Redaktoři Miroslav Kocián a Bohuslav Svoboda ji sestavili z anglických sbírek The Collested Stories a The Best From Fantasy and Science Fiction (Fifth Series). Na překladu se podílela pětice lidí: Jitka Skoupá, Lucie Baselová, Petr Caha, Ladislava Vojtková, Petr Kotrle a Josef Hořejší.
Sbírka obsahuje i trojici nejstarších Clarkových povídek z let 1937–1938, které vyšly původně v britském fanzinu Amateur Science Stories.
Jsou to: Cestujte po drátě!, Jak jsme byli na Marsu a Ústup ze Země.

## Obsah sbírky
- Ústup ze Země (angl. „Retreat From Earth“)
- Druhá strana oblohy (angl. „The Other Side of the Sky“)
- Dovolená na Měsíci (angl. „Holiday on the Moon“)
- Psí hvězda (angl. „Dog Star“)
- Země Jeho Veličenstva (angl. „This Earth of Majesty“)
- Vykročiv z kolébky, navěky obíhá... (angl. „Out of the Cradle, Endlessly Orbiting...“)
- Přechod Země (angl. „Transit of Earth“)
- Světlo Země (angl. „Earthlight“)
- Poslední rozkaz (angl. „Last Command“)
- Technická chyba (angl. „Technical Error“)
- Jak jsme byli na Marsu (angl. „How We Went to Mars“)
- Úlet (angl. „Whacky“)
- Nejdelší vědeckofantastický příběh, který kdy byl vyprávěn (angl. „The Longest Science-Fiction Story Ever Told“)
- Vážený pán Herbert George Morley Roberts Wells (angl. „Herbert George Morley Roberts Wells, Esq.“)
- Parní slovotvorný stroj (angl. „The Steam-Powered Word Processor“)
- Reverie (angl. „Reverie“)
- Cestujte po drátě! (angl. „Travel by Wire!“)
- Žádná škoda sousedů (angl. „Improving the Neighbourhood“)
- Sjednocení (angl. „Reunion“)
- Skulina (angl. „Loophole“)
- Druhý úsvit (angl. „Second Dawn“)
- Zářící (angl. „The Shining Ones“)
- Směr času (angl. „Time's Arrow“)
- Kladivo boží (angl. „The Hammer of God“)
- Drátěné kontinuum (angl. „The Wire Continuum“)